# Кортланд (Небраска)
Кортланд (енгл. Cortland) град је у америчкој савезној држави Небраска.

## Демографија
По попису из 2010. године број становника је 482, што је 6 (-1,2%) становника мање него 2000. године.
| Група             | 2000.       | 2010.       |
| Белци             | 480 (98,4%) | 475 (98,5%) |
| Афроамериканци    | 0 (0,0%)    | 0 (0,0%)    |
| Азијати           | 1 (0,2%)    | 1 (0,2%)    |
| Хиспаноамериканци | 2 (0,4%)    | 1 (0,2%)    |
| Укупно            | 488         | 482         |